# 九命奇冤
九命奇冤，清吳沃堯所著的小說。最初發表於梁啟超主辦的《新小說》雜誌。共有三十六回，演述雍正年間發生於廣東的梁天來案。
清雍正年间，番禺县梁天来与凌贵兴二家，本为亲戚，因風水问题竟致反目成仇。雍正七年，凌貴興雇用一群強盜纵火烧死了梁家七人。梁天来之弟媳怀有身孕，故为七屍八命。梁天来愤而告官，乞丐张鳳仗义作证。然而官府接受凌家的贿赂，反诬張鳳挟嫌報復，将其夹棍致死，最終造成九條人命。梁天來赴京告御狀，朝廷派钦差孔大鵬前往查办，才使冤案得以昭雪。作者根據舊小說安和先生所著的《梁天來警富奇書》而加以改作，原書內容駁雜，文字粗陋，經吳氏用較好的佈局與描寫，寫成了一本動人的作品。
作者在第一回中說：“這件事出在本朝雍正年間，這位雍正皇帝，據故老相傳，是一位英明神武的皇帝。……然而這個故事後來鬧成一個極大案子，卻是貪官污吏，佈滿廣東，弄得天日無光，無異黑暗地獄。”可見作者是借歷史上的公案，加以新的內容，來攻擊當日黑暗地獄中的貪官污吏。
書中用倒裝的敘事手法，把整個故事的前因後果，有機地連貫起來，這與《儒林外史》的形式不同，似乎是受了法國鲍福的侦探小说《毒蛇圈》的影響。胡適推崇本書是「西方偵探小說的布局」；又將《九命奇冤》納入必讀書目。1906年由上海廣智書局出版。